# Minarchismus

Gadsdenova vlajka bývá používaná jako symbol minarchismu

Minarchismus je libertariánská politická teorie. Jeho stoupenci zastávají přesvědčení, že jediným úkolem vlády je chránit jednotlivce proti nátlaku a násilí.
Minarchismus prosazuje rozsáhlou individuální svobodu, avšak oproti anarchismu (tedy i anarchokapitalismu) uznává existenci (byť minimálního) státu. Ten je charakterizován pouze jako monopol na legitimní násilí (tj. vynucování práva, spravedlnosti nebo obrany území).
Mezi minarchisty nepanuje jednota ve výkladu ideologie. Někteří prosazují rovnou daň, jiní se staví proti jakémukoliv zdanění.[zdroj?] Obecně však minarchisté usilují o co nejnižší daně, aby mohli občané sami rozhodovat, jak se svými penězi naloží a nedocházelo tak k podle minarchistů neefektivnímu státnímu přerozdělování těchto peněz či korupci v politice.[zdroj?]
Jednota nepanuje ani v postoji k sociální úloze státu. Mezi minarchisty jsou tací, kteří by tuto úlohu zcela zrušili, ale většina souhlasí s minimálními dávkami, např. rovným důchodem, který funguje na Novém Zélandu. Prosazují také ponechání sociální podpory sirotkům a invalidům. Řešením na ostatní sociální podporu má být dobrovolné sociální pojištění, např. investiční životní pojištění u soukromých pojišťoven.[zdroj?]
Pojem minarchismus začal být používán začátkem 70. let 20. století americkým agoristou Samuelem Edwardem Konkinem. Mezi významné minarchisty patří Milton Friedman, Ayn Rand, Robert Nozick nebo George Reisman.